# Renault R.S.16
De Renault RS16 is een Formule 1-auto die gebruikt werd door het Renault F1 Team in het seizoen 2016. De RS16 markeerde een terugkeer van het fabrieksteam van Renault in de Formule 1, nadat deze in 2011 voor het laatst actief was.

## Onthulling
De kleurstelling van de auto werd op 3 februari 2016 onthuld in Parijs, Frankrijk, in een presentatie die ook gestreamd werd via internet. Voorafgaand aan de eerste race in Australië zal de kleurstelling gepresenteerd worden waarmee de races worden verreden. De auto wordt bestuurd door de rookie Jolyon Palmer, die de naar Haas vertrokken Romain Grosjean vervangt, en de terugkerende Kevin Magnussen, die voorafgaand aan het seizoen aangekondigd werd als de vervanger van Pastor Maldonado. Esteban Ocon en Sergej Sirotkin zijn de reservecoureurs van het team.

## Resultaten
| Resultaat                       |
| ------------------------------- |
| Winnaar                         |
| Tweede plaats                   |
| Derde plaats                    |
| Gefinisht (punten behaald)      |
| Gefinisht (geen punten behaald) |
| Niet geklasseerd (NC)           |
| Uitgevallen (DNF)               |
| Niet gekwalificeerd (DNQ)       |
| Gediskwalificeerd (DSQ)         |
| Niet gestart (DNS)              |
| Gewond (INJ)                    |
| Uitgesloten (EX)                |
| Teruggetrokken (WD)             |
| Niet deelgenomen (blanco cel)   |
| P Pole position                 |
| S Snelste ronde                 |

| Jaar | Chassis      | Motor                 | Banden | Coureurs        | 1   | 2   | 3   | 4   | 5   | 6   | 7   | 8   | 9   | 10  | 11  | 12  | 13  | 14  | 15  | 16  | 17  | 18  | 19  | 20  | 21  | Punten | WK-plaats |
| ---- | ------------ | --------------------- | ------ | --------------- | --- | --- | --- | --- | --- | --- | --- | --- | --- | --- | --- | --- | --- | --- | --- | --- | --- | --- | --- | --- | --- | ------ | --------- |
| 2016 | Renault RS16 | Renault RE16 V6 Turbo | P      |                 | AUS | BHR | CHN | RUS | SPA | MON | CAN | EUR | OOS | GBR | HON | DUI | BEL | ITA | SIN | MAL | JPN | VST | MEX | BRA | ABU | 8      | 9         |
| 2016 | Renault RS16 | Renault RE16 V6 Turbo | P      | Kevin Magnussen | 12  | 11  | 17  | 7   | 15  | DNF | 16  | 14  | 14  | 17  | 15  | 16  | DNF | 17  | 10  | DNF | 14  | 12  | 17  | 14  | DNF | 8      | 9         |
| 2016 | Renault RS16 | Renault RE16 V6 Turbo | P      | Jolyon Palmer   | 11  | DNS | 22  | 13  | 13  | DNF | DNF | 15  | 12  | DNF | 12  | 19  | 15  | DNF | 15  | 10  | 12  | 13  | 14  | DNF | 17  | 8      | 9         |
| Jaar | Chassis      | Motor                 | Banden | Coureurs        | 1   | 2   | 3   | 4   | 5   | 6   | 7   | 8   | 9   | 10  | 11  | 12  | 13  | 14  | 15  | 16  | 17  | 18  | 19  | 20  | 21  | Punten | WK-plaats |

Ferrari SF16-H ·
Force India VJM09 ·
Haas VF-16 ·
Manor MRT05 ·
McLaren MP4-31 ·
Mercedes F1 W07 Hybrid ·
Red Bull RB12 ·
Renault RS16 ·
Sauber C35 ·
Toro Rosso STR11 ·
Williams FW38